# Jodocus Hondt
Jodocus Hondt (conosciuto anche con la versione latinizzata Jodocus Hondius del suo nome olandese: Joost de Hondt), anche chiamato Jodocus Hondius il Vecchio (Wakken, 17 ottobre 1563 – Amsterdam, 12 febbraio 1612) è stato un incisore, cartografo e editore fiammingo.
È conosciuto soprattutto per le mappe del Nuovo Mondo e dell'Europa, per aver continuato l'opera di Mercatore e per i ritratti di Sir Francis Drake. È grazie a uomini come lui che Amsterdam divenne nel XVII secolo il più importante centro della cartografia europea.

## Biografia

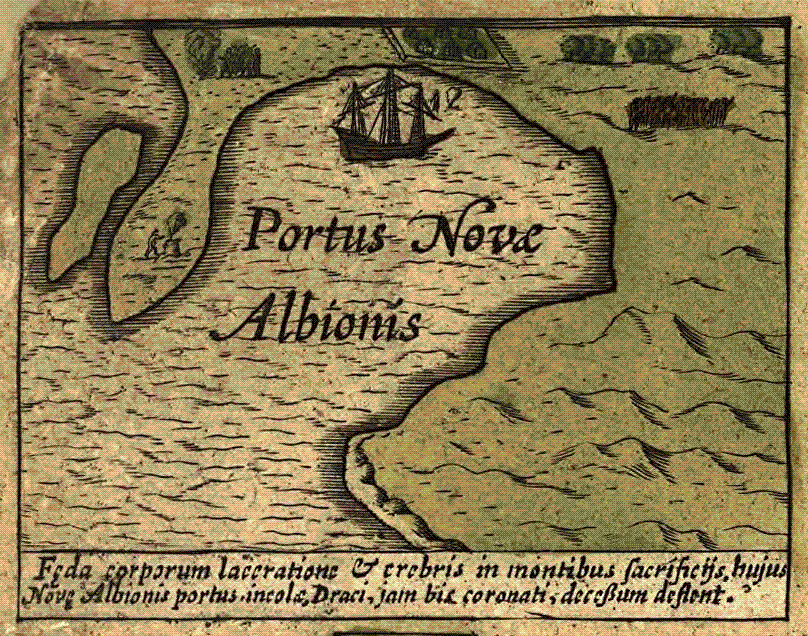
Carta di Hondius della baia di Nuova Albione

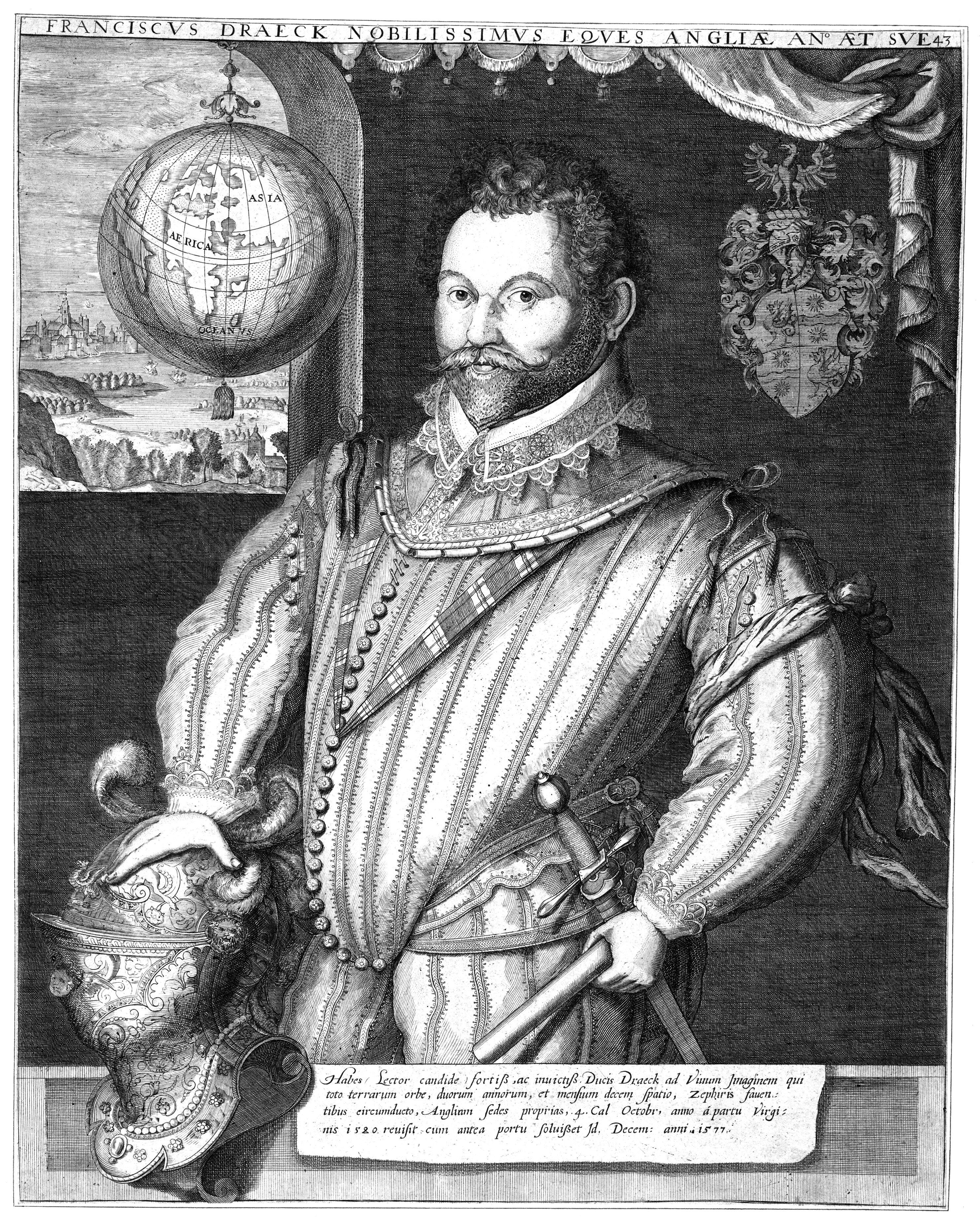
Ritratto di Sir Francis Drake

Nato a Wakken da Olivier de Hondt, e Petronella d'Havertuyn, crebbe a Gand, dove la famiglia si era trasferita, affermandosi inizialmente come incisore, liutaio e costruttore di globi terrestri e celesti. Per sfuggire alle guerre di religione che infiammavano le Fiandre, nel 1548 si trasferì a Londra, dove apprese l'arte della cartografia dagli inglesi Richard Hakluyt e Edward Wright. Era accompagnato dalla sorella Jacomina che in seguito sposò un altro olandese, Pieter van den Berghe. Jodocus sposò invede Coletta van den Keere, sorella di Pieter van den Keere.
In Inghilterra fu determinante nel diffondere l'epopea di Sir Francis Drake, che nel 1570 aveva circumnavigato la Terra. Nel 1589, infatti, fu edita una carta Hondius, diventata ben presto famosa, della baia di Nuova Albione, dove Drake aveva posto un insediamento temporaneo sulla costa occidentale del Nord America. Essa si basava sulla raccolta di testimonianze del viaggio e da allora continua ad alimentare discussioni e speculazioni circa l'ubicazione precisa dello sbarco di Drake, non ancora del tutto chiara agli storici. La fama di Hondius è legata anche ad alcuni ritratti famosi di Drake, ora alla National Portrait Gallery di Londra.

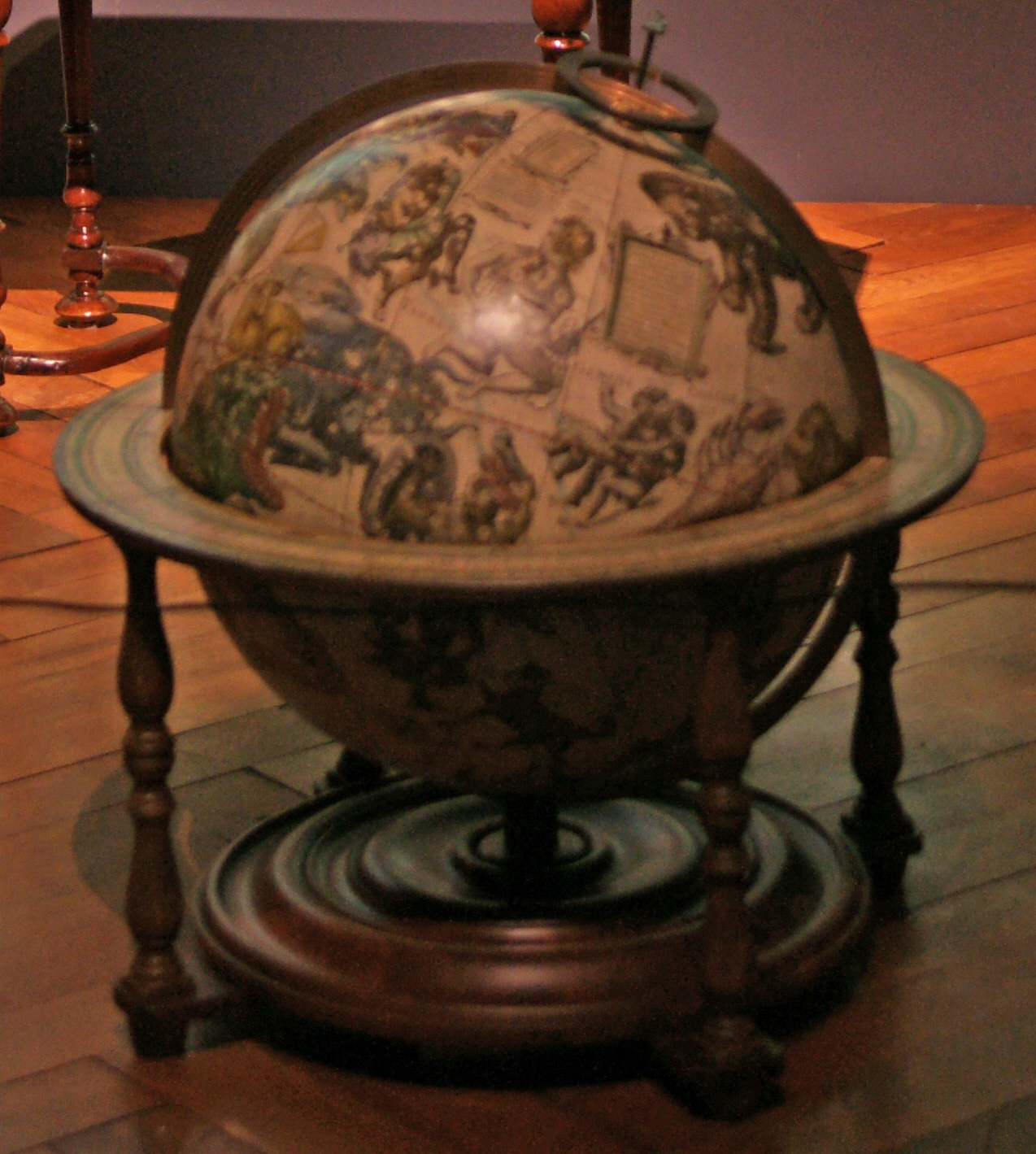
Globo celeste di Jodocus Hondius

Trasferitosi nel 1593 ad Amsterdam. vi rimase fino alla morte. Nel 1604 acquistò dal nipote di Mercatore le lastre dell’Atlas sive cosmographicae meditationes de fabrica mundi: l'opera di Mercatore ormai era in declino in confronto al Theatrum Orbis Terrarum di Ortelius. Hondius ristampò l’Atlas di Mercatore con 36 tavole aggiuntive, diverse delle quali da lui stesso incise: nel lavoro, tuttavia, egli riservò per sé il ruolo di editore, lasciando a Mercatore il pieno merito del lavoro. La nuova edizione fu un successo enorme, andando esaurita nel giro di un anno. Fu così pubblicata una seconda edizione ed una versione tascabile, l’Atlas Minor. Oggi sono note come Serie Mercatore/Hondius. Tra il 1605 ed il 1610 incise le lastre per The Theatre of the Empire of Great Britaine, di John Speed.
«Quando Hondius morì, nel 1612, l’attività fu continuata dalla vedova, Coletta van den Keere, e dai due figli, Jodocus Hondius il giovane e Henricus Hondius. Intorno al 1620 i due fratelli si separarono e ciascuno andò per la sua strada. Jodocus cominciò a preparare le carte per un nuovo atlante, mentre Henricus si associò al cognato, l’editore Johannes Janssonius.». Dopo la prima edizione del 1606 in latino, circa 50 edizioni dell’Atlas sono state stampate nelle principali lingue europee. Nel mondo islamico, l'atlante è stato parzialmente tradotto dallo studioso turco Katip Çelebi.

Doppio ritratto di cartografi, Gerardo Mercatore e Jodocus Hondius, incisi da Colletta Hondius
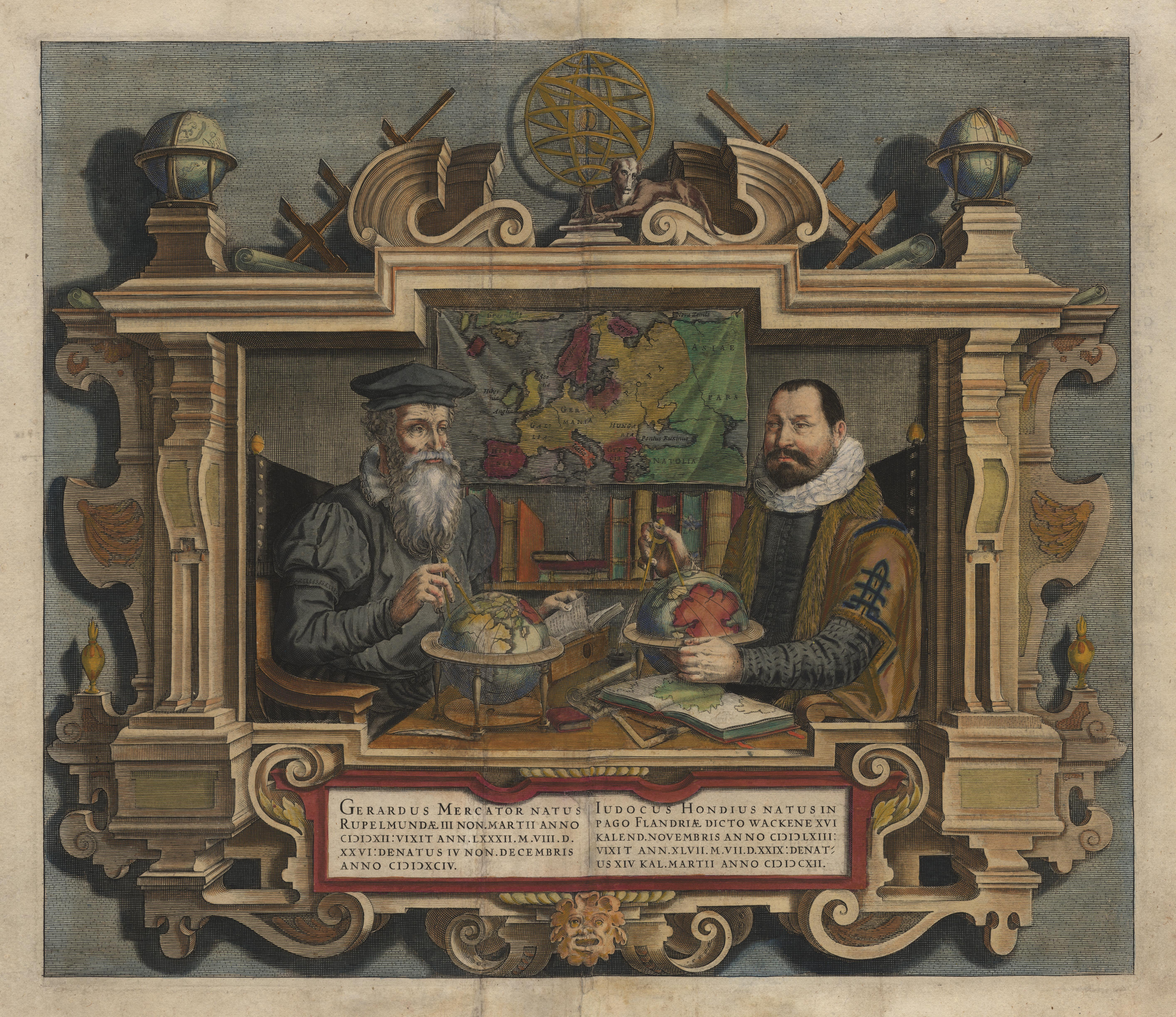
Stampa di incisione colorata a mano, 39 cm x 45 cm, pubblicato sull'Atlas ou méditations Cosmographiques de la Fabrique du Monde et Figure d'Iceluy